# Neckera pohlii
Neckera pohlii là một loài rêu trong họ Neckeraceae. Loài này được (Schwägr.) Müll. Hal. mô tả khoa học đầu tiên năm 1850.